# Fragaria orientalis
Fragaria orientalis är en rosväxtart som beskrevs av A.S.Losina- Losinskaja. Fragaria orientalis ingår i släktet smultronsläktet, och familjen rosväxter. Inga underarter finns listade i Catalogue of Life.

## Bildgalleri

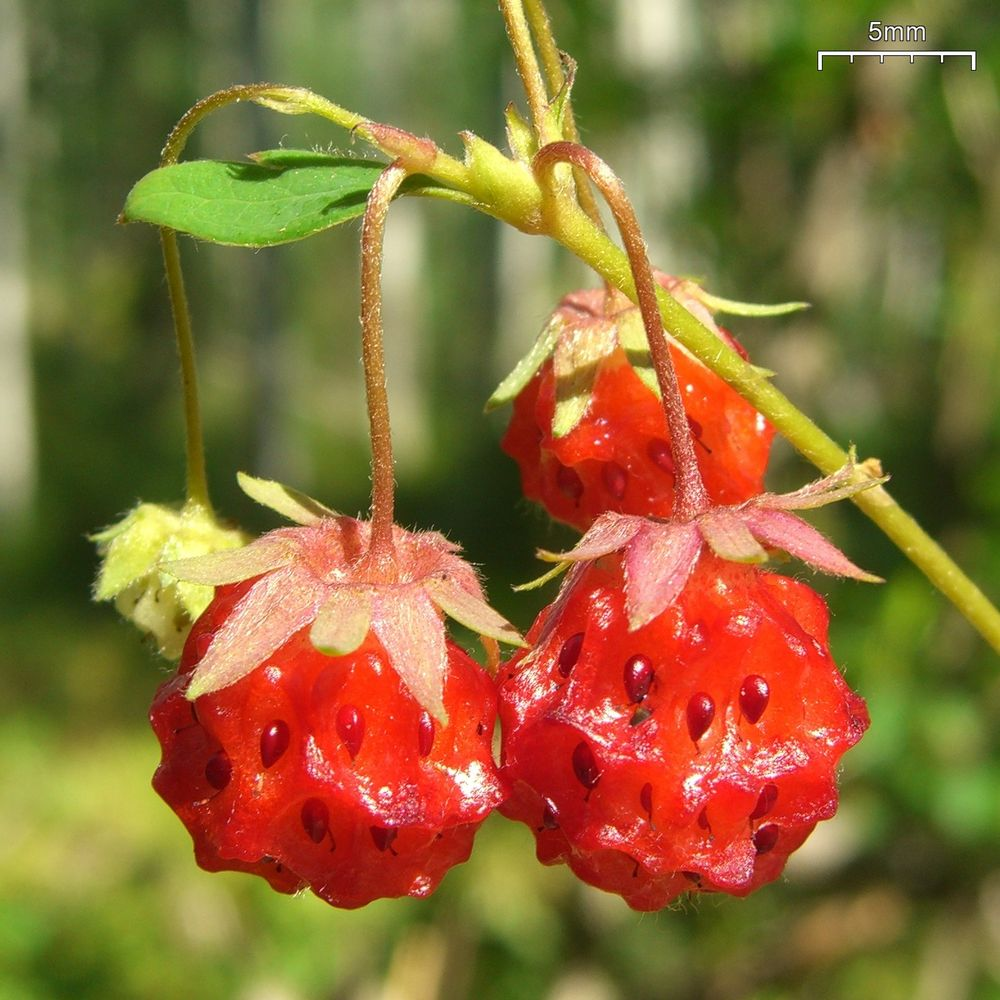
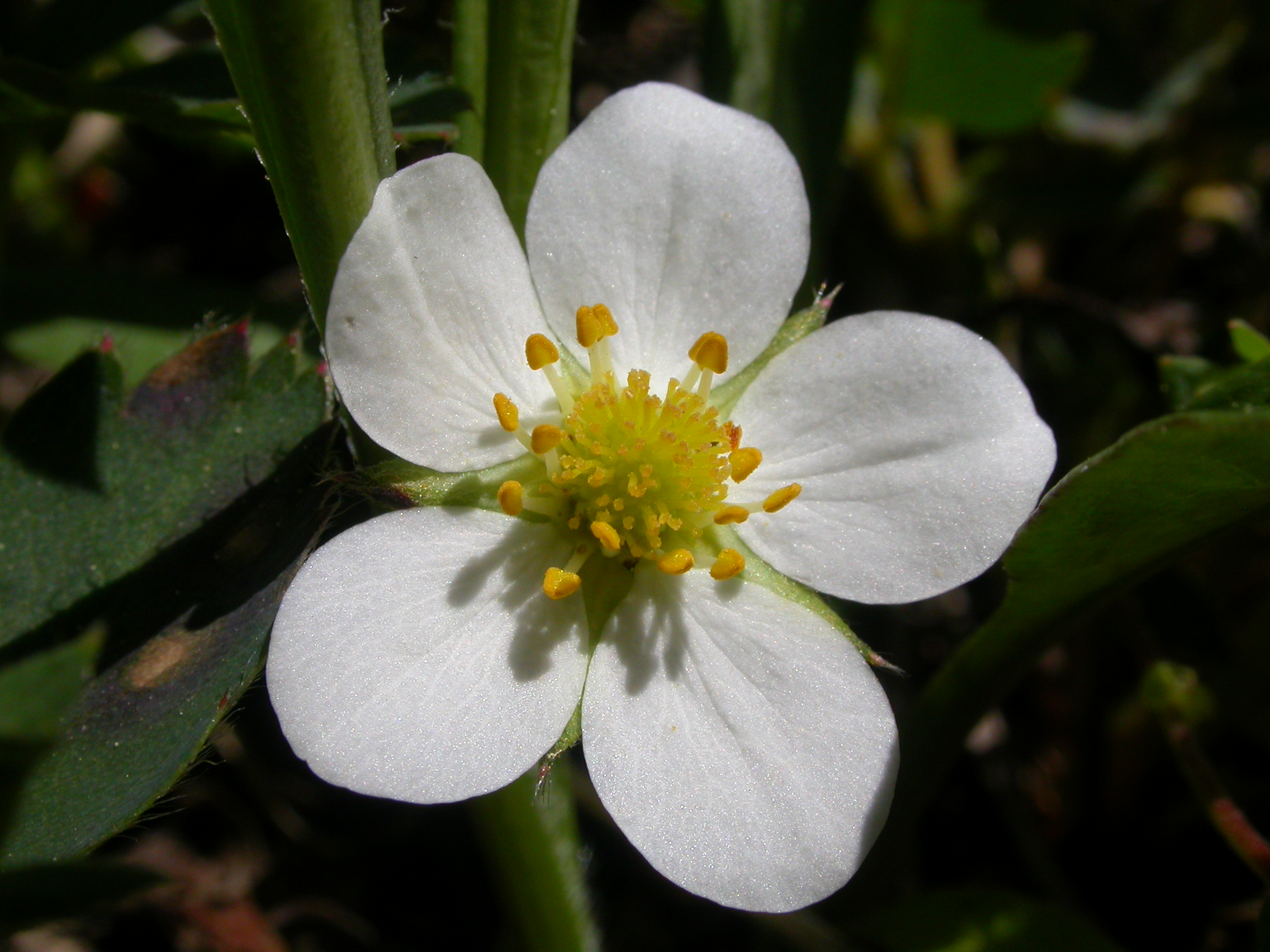